# موندووی (ویسکانسین)
موندووی، ویسکانسین  (به انگلیسی: Mondovi) شهری در شهرستان بوفالو ایالت ویسکانسین است که در سال ۱۸۸۹ بنیان‌گذاری شده‌است. این شهر طبق سرشماری سال ۲۰۱۰ میلادی ۲٬۷۷۷ نفر جمعیت داشته‌است.